# Maija Grotell
Maija (Majlis) Grotell (19 d'agost de 1899 - 6 de desembre de 1973) va ser una destacada ceramista i educadora finlandesa-americana. Sovint se la descriu com la "Mare de la Ceràmica Americana".

## Infància i estudis

### Finlàndia
Maija Grotell va néixer a Helsinki, Finlàndia. Després de sis anys estudiant, va graduar-se a la University of Art and Design Helsinki ubicada a l'Ateneum. Grotell va guanyar-se la vida durant la carrera treballant com a dissenyadora tèxtil i també per al Museu Nacional de Finlàndia. Incapaç de trobar feina després de graduar-se, Grotell va deixar Finlàndia per anar a Nova York el 1927. Va escollir els Estats Units perquè en aquella època era un país amb menys controls i oferia més oportunitats per als ceramistes i per a les dones en general. Grotell recordava temps després que "després tres dies a Nova York, només trucant per telèfon ja havia trobat una feina."

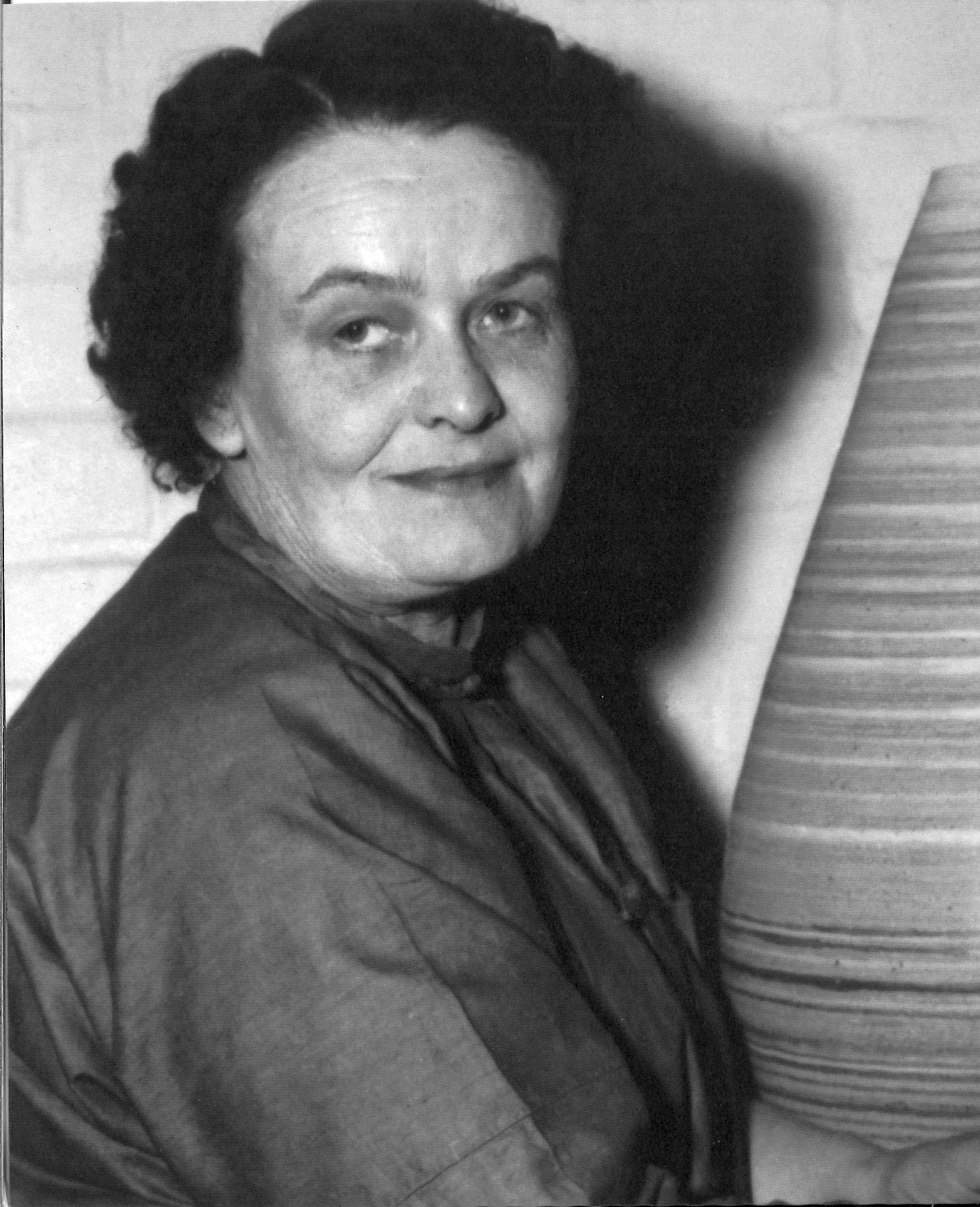
Maija Grotell cap al 1950

### Estats Units
Durant el seu primer estiu als Estats Units, Maija Grotell va viatjar a Alfred University per treballar amb Charles Fergus Binns. Van tenir les seves diferències perquè ella preferia el torn als mètodes constructius que Binns ensenyava a les seves classes. El torn no era una eina habitual als Estats Units en aquella època; els ceramistes americans solien utilitzar les tècniques com l'urdit, la colada en motlles o la construcció amb planxes. Grotell i altres europeus emigrats com Gertrude i Otto Natzler i Marguerite Wildenhain, van ser en gran part responsables d'exportar les tècniques europees del tornejat als Estats Units. L'habilitat de Grotell amb el torn va jugar al seu favor; sovint li demanaven que fes demostracions d'aquesta tècnica i li era fàcil trobar feina donant classes arreu de la Ciutat de Nova York. El 1938, Grotell va aconseguir el càrrec de cap del programa de Ceràmica a la Cranbrook Academy of Art, a Bloomfield Hills, Michigan. Grotell estava indecisa a l'hora d'acceptar el càrrec a Cranbrook. Inicialment l'havien rebutjada perquè l'escola preferia un instructor home. Quan el càrrec li va ser ofert l'any següent, Grotell temia, per una banda, perdre la seva independència com a dona soltera i, per l'altra, que el seus èxits fossin atribuïts als seus col·legues homes.

#### Cranbrook Academy of Art

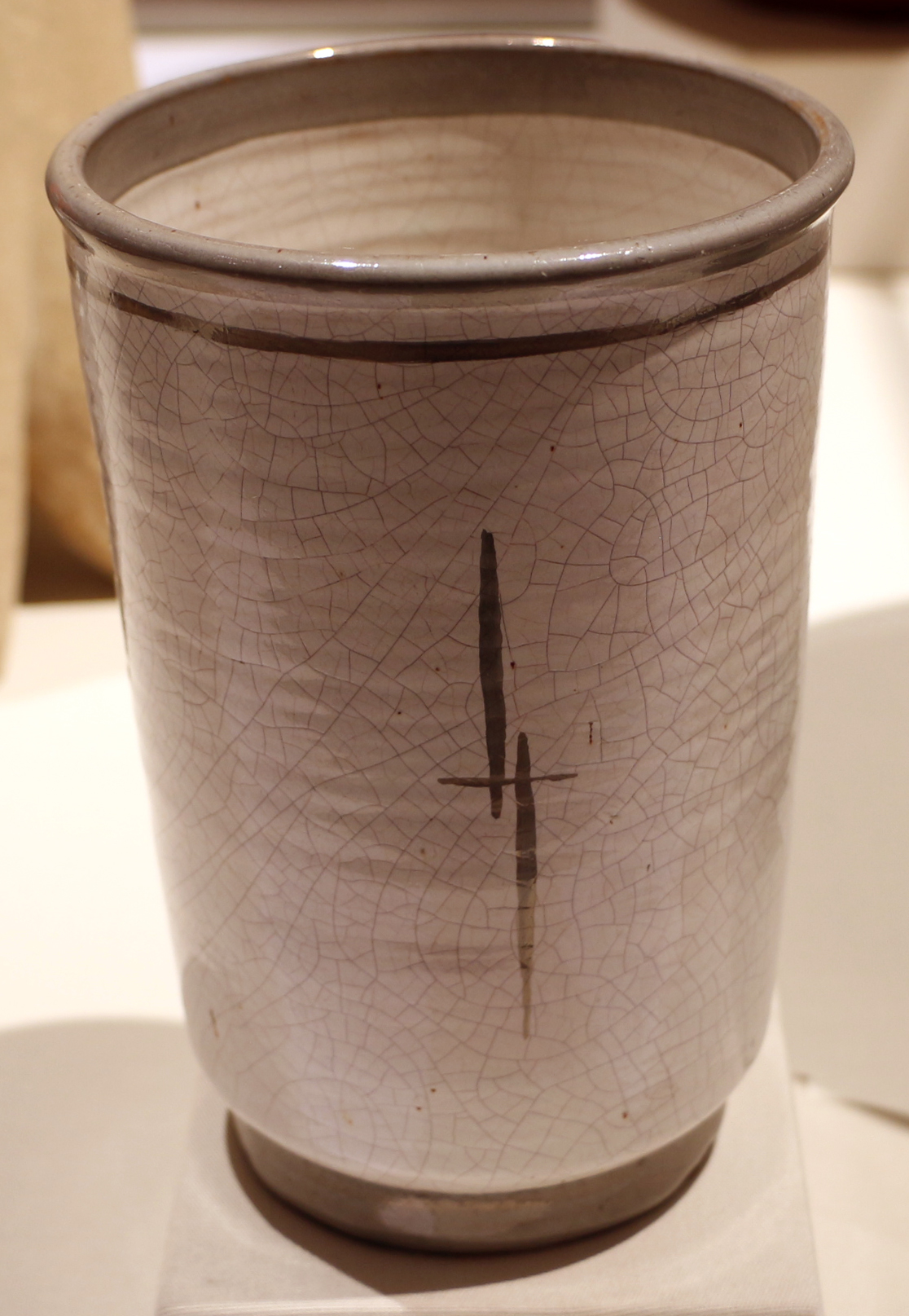
Gerro, 1935.

A Cranbrook, Grotell va treballar principalment amb esmalts d'alta temperatura i amb diferents tipus de gres. Al llarg de tres dècades de carrera, va ser una àvida experimentadora; va investigar en profunditat la química dels esmalts, el funcionament dels forns ceràmics i les propietats dels diferents tipus d'argiles. Les fórmules dels seus esmalts conformen una part important del seu llegat—influint generacions d'estudiants i preparant el camí per a l'ús de la ceràmica a l'arquitectura després que el seu col·lega Eero Saarinen utilitzés els seus esmalts per l'exterior del General Motors Technical Center.

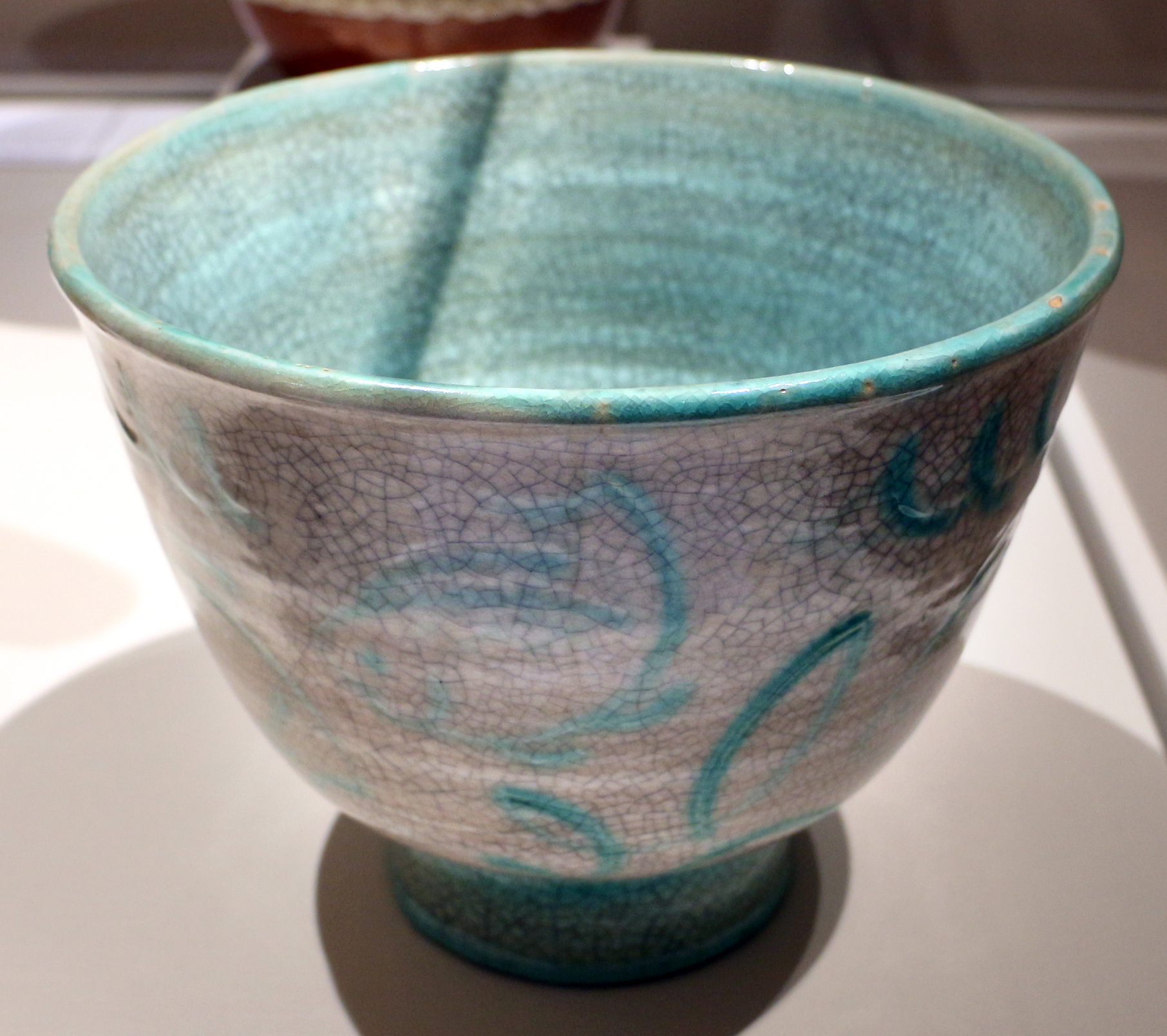
Bol de Maijja Grotell (circa 1942.)

Grotell era una professora innovadora i compromesa. Desaconsellava als alumnes que copiessin i els estimulava per a que desenvolupessin el seu propi estil. Un cop acabaven les classes, Grotell solia quedar-se tota la nit al taller treballant en les seves pròpies ceràmiques. Després, corria a casa a canviar-se de roba i retornava immediatament al taller abans que ningú hagués arribat. Aquesta dedicació tan intensa a la feina va acabar passant-li factura: a principis dels 60 va patir un deteriorament muscular que va impedir-li tornar a tornejar. Això va afectar la producció de la seva obra. Quan va deixar Cranbrook, el 1966, havia convertit el seu departament de ceràmica en un dels més importants dels Estats Units. Entre els seus alumnes hi figuren molts ceramistes capdavanters, incloent Jan Sultz, Richard De Vore, John Parker Glick, Howard Kottler, Suzanne Stephenson i John Stephenson, Toshiko Takaezu, i Jeff Schlanger.

#### Premis i obra pròpia
Tot i que Maija Grotell va haver de fer front a obstacles significatius pel fet de ser dona soltera, va aconseguir ser molt reconeguda com a ceramista. El 1929 va rebre el Diploma de Col·labrador a l'Exposició Internacional de Barcelona. El 1936 va ser la primera dona a guanyar un premi al Ceramic Nacional i el 1938 va ser anomenada mestra artesana per la Boston Society of the Arts and Crafts. El 1937, va rebre la medalla de plata a l'Exposició Internacional de París. La seva obra va ser exposada en l'àmbit nacional en una època en què no se solien fer exposicions de ceràmica. Va continuar participant en el Ceramic Nacional cada any entre el 1933 i el 1960. Avui dia la seva feina es pot trobar a les col·leccions de molts museus importants, incloent-hi el Metropolitan Museum of Art, el Museum of Art and Design, el Los Angeles County Museum of Art, el Detroit Art Institute, el Carnegie Museum of Art, el Brooklyn Museum, i l'Art Institute de Chicago.